# José Manuel Rodríguez Benito
José Manuel Rodríguez Benito (Caudete, Albacete, España, 3 de marzo de 1992), más conocido como Chema, es un futbolista español. Juega de defensa en el Eibar de la Segunda División de España.

## Trayectoria
Su etapa formativa pasó por 3 equipos: EDM Caudete (2003), Kelme C. F. (2003-2007) y Elche C. F. (2007-2010).
En 2010 pasó al Elche C. F. "B", donde permaneció por una temporada. Al finalizar el año fue fichado por el Atlético de Madrid "C", ascendiendo la temporada siguiente al Atlético de Madrid "B".
Al no tener muchos minutos en el filial del Atlético Madrid,[cita requerida] se fue a la A. D. Alcorcón "B", en enero de 2013. Seis meses después ascendió al primer equipo. Su primer partido fue contra la S. D. Eibar en la segunda fecha de la Segunda División 2013-14, partido que terminó 0-0. Jugó 78 minutos, siendo reemplazado por Sergio Mora. En el equipo madrileño logró seis tantos en sesenta y nueve encuentros entre 2013 y 2016.
De cara a la temporada 2016-17 fue traspasado al Levante U. D., club con el que consiguió el ascenso. El 21 de septiembre de 2017 marcó uno de los goles de la temporada en Primera División en la victoria por 3 a 0 ante la Real Sociedad, tras un remate de volea.
En el curso 2019-20 se fue a Inglaterra para jugar en el Nottingham Forest F. C., aunque en el mercado de invierno regresó a España tras fichar por el Getafe C. F. En el equipo azulón estuvo dos años, marchándose en enero de 2022 a la S. D. Eibar para jugar allí cedido lo que quedaba de temporada, quedándose en el equipo armero dos años más si conseguían el ascenso a Primera División. Aunque esto no sucedió, se acabó quedando después de rescindir su contrato con el Getafe C. F.
El 13 de agosto de 2023 se anunció su regreso a la A. D. Alcorcón en forma de cesión.